# Línea Jerez-Almargen

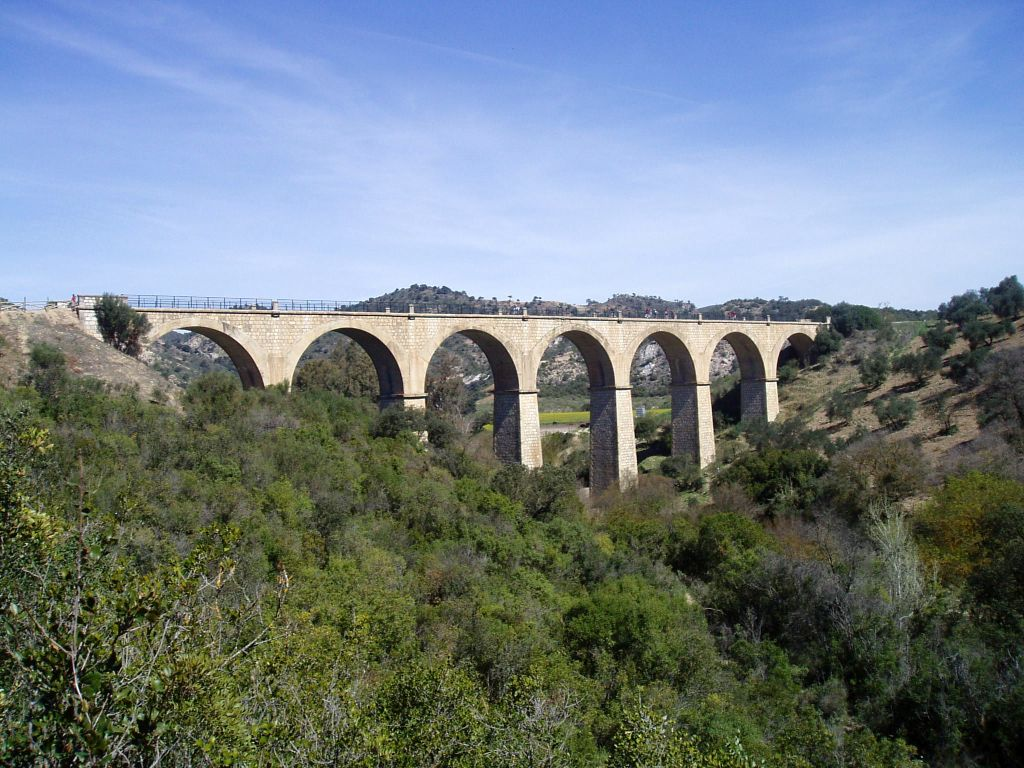
Viaducto ferroviario en la zona de Zaframagón, en 2003.

La línea Jerez-Almargen fue un proyecto ferroviario español concebido durante el siglo XX que nunca llegó a completarse. El trazado transitaba por varias comarcas de las provincias de Cádiz, Sevilla y Málaga.
Según el plan original, este ferrocarril debía enlazar entre sí las líneas Sevilla-Cádiz y Bobadilla-Algeciras a través de la Sierra de Cádiz, dentro de un proyecto de carácter estratégico. Las obras se iniciaron durante la dictadura de Primo de Rivera, pero debido a diversos factores se alargaron varias décadas y nunca llegaron a completarse. El proyecto quedó finalmente abandonado a comienzos de la década de 1960. Solo se llegó a completar una sección entre Jerez de la Frontera y Arcos de la Frontera, utilizada por trenes de mercancías.
En la actualidad varios tramos del ferrocarril inconcluso se han convertido en vías verdes.

## Historia

### Orígenes y construcción
A comienzos del siglo XX se planteó la construcción de un ferrocarril que uniera Jerez de la Frontera con Setenil, donde empalmaría con la línea Bobadilla-Algeciras. El ingeniero Antonio Gallegos Sánchez llegó a redactar un proyecto de línea que contemplaba un trazado de 130,3 kilómetros, una docena de estaciones e importantes obras de fábrica. Sin embargo, esta propuesta no llegó a materializarse y quedó paralizada durante años. Tras la instauración de la dictadura de Primo de Rivera se recuperó esta idea, contando con el apoyo del propio Miguel Primo de Rivera. En el Plan Preferente de Ferrocarriles de Urgente Construcción que aprobó la dictadura en 1926, más conocido como el Plan Guadalhorce, se contempló la construcción de esta línea férrea.
El Estado hizo una modificación del proyecto original, eliminando la segunda sección del trazado que iba a Setenil por Villamartín. Finalmente, se acabó adoptando un nuevo recorrido que terminaba en Almargen, donde empalmaba con la línea Bobadilla-Algeciras. También se revisaron otros muchos aspectos del proyecto original, dividiendo la línea en tres secciones para facilitar su construcción. Aunque se planteó el enlace con la línea Sevilla-Cádiz en una nueva estación de empalme en Jerez de la Frontera, finalmente se decidió que la vía llegase hasta la histórica estación de Jerez —para lo cual se decidió levantar unas nuevas instalaciones—. Las obras en la primera sección, entre Jerez y Arcos de la Frontera, comenzaron en noviembre de 1926. Los trabajos de construcción de las dos siguientes secciones (Arcos de la Frontera-Olvera y Olvera-Almargen) se iniciarían algo más tarde. Los trabajos avanzaron a buen ritmo durante los primeros años, a pesar de la complicada orografía presente en la zona de la Sierra de Cádiz.
La caída de la dictadura de Primo de Rivera enero de 1930 y la llegada de la Segunda República en 1931 alteraron la situación. El cambio de régimen —que revisó el Plan Guadalhorce— y la mala coyuntura económica de la época supusieron que el ritmo de los trabajos decreciese. Para entonces estos se hallaban muy avanzados en las secciones primera y segunda. Aunque en 1933 hubo algún intento de reactivar las obras, las dificultades presupuestarias supusieron que estas apenas avanzasen. A esto se sumó el estallido de la Guerra Civil, quedando paralizada toda la construcción. Además, algunas infraestructuras ya construidas sufrieron daños durante la contienda.

### Abandono del proyecto
A mediados de la década de 1950 desde el Ministerio de Obras Públicas se aprobaron los diferentes proyectos de terminación para este ferrocarril, tras lo cual se reiniciaron las obras. Para 1960 la construcción de la línea se encontraba ejecutada en un 80% respecto a la traza, infraestructuras y edificios, si bien de la superestructura solo se había ejecutado el 25%. Donde más retraso llevaban los trabajos era en la tercera sección, correspondiente al tramo Olvera-Almargen, donde además se habían introducido varias modificaciones en el trayecto previsto. En la primera sección, correspondiente al tramo Jerez-Arcos de la Frontera, solo quedaba pendiente el tendido de las vías. El trazado, de 32 km de longitud, sería entregado a RENFE en 1961. En las estaciones de Jédula y Arcos de la Frontera llegó a adscribirse personal, aunque no hubiera tráfico.

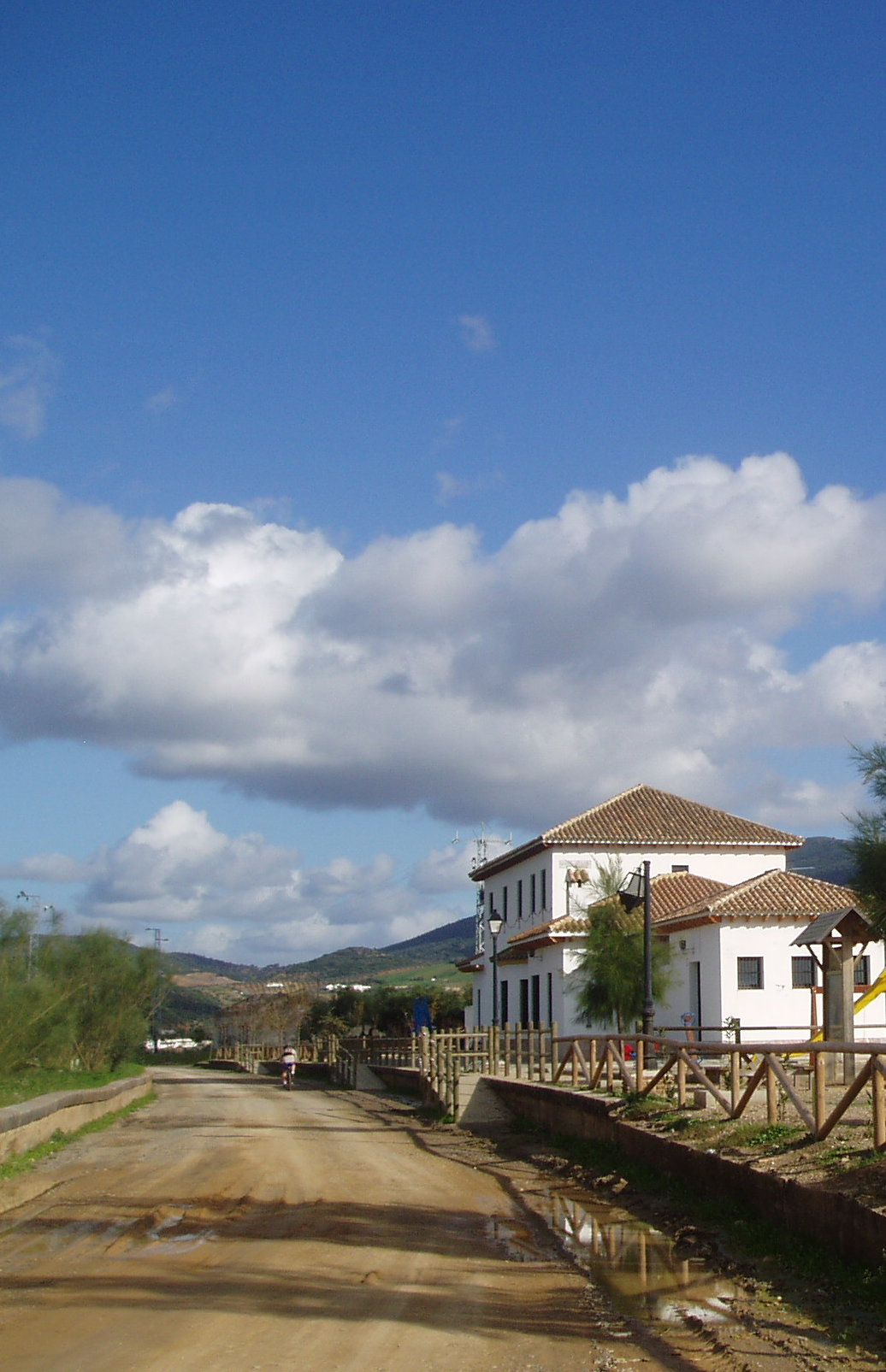
Estación de Puerto Serrano, ahora parte de la Vía verde de la Sierra.

En 1962 el Banco Mundial elaboró un informe en el que recomendaba a España no proseguir con la construcción de nuevas líneas férreas y, por el contrario, centrar las inversiones presupuestarias en la mejora de la red ferroviaria ya existente. Las consecuencias de aquel informe no se hicieron esperar. Ese mismo año las obras de la línea Jerez-Almargen quedaron en suspensión. El trazado Jerez de la Frontera-Arcos de la Frontera se mantuvo operativo, aunque sin continuidad ni tráfico. Esto cambió en 1970, con la instalación de una fábrica azucarera a las afueras de Jédula. Se habilitó entonces un ramal entre la fábrica y la estación de Jédula, tras lo cual comenzaron a circular trenes de mercancías hasta Jerez. Este tráfico se mantuvo activo hasta la década de 1980, cuando se suprimió la circulación. Las vías quedaron abandonadas, junto al inactivo trazado entre Jédula y Arcos de la Frontera, hasta que años después fueron levantadas. El Consejo de Ministros acordó en febrero de 1984 el abandono definitivo de la obra.

## Reconversión en Vía verde
Tras varios años en que las infraestructuras y el trazado habían quedado en estado de abandono, en la década de 1990 se rehabilitó el antiguo trazado. La sección entre Puerto Serrano y Olvera sirvió de base para su conversión en la llamada Vía Verde de la Sierra, mientras que buena parte de la primera mitad del trazado se ha convertido en el Camino Natural de Jerez a Puerto Serrano. Varias de las estaciones previstas se encuentran restauradas y han sido rehabilitadas para otros usos.